# Druga Liga 1987-1988
La Druga savezna liga SFRJ 1987-1988, conosciuta semplicemente come Druga liga 1987-1988, fu la 42ª edizione della seconda divisione del campionato jugoslavo di calcio.
Questa fu la 25ª ed ultima edizione basata su due gironi. Nel girone Ovest (Grupa Zapad) furono incluse le squadre provenienti da Slovenia, Croazia, Bosnia Erzegovina e Voivodina; mentre nel girone Est (Grupa Istok) quelle provenienti da Serbia Centrale, Kosovo, Montenegro e Macedonia.
Vennero promosse in Prva Liga 1988-1989 le vincitrici dei due gironi.
In vista della riforma del torneo, da due gruppi al girone unico, vennero retrocesse le squadre piazzatesi dal decimo al diciottesimo posto in ciascun gruppo (quelle dal 10º al 16º in terza divisione, le ultime due classificate in quarta).

## Provenienza
| Slovenia          | Croazia                                                                           | Bosnia Erzegovina                                                                                              | Serbia                                                                            | Serbia | Serbia                                    | Montenegro                | Macedonia                                      |
| Slovenia          | Croazia                                                                           | Bosnia Erzegovina                                                                                              | Voivodina                                                                         | Serbia Centrale | Kosovo                                    | Montenegro                | Macedonia                                      |
| ----------------- | --------------------------------------------------------------------------------- | --- | --------------------------------------------------------------------------------- | --- | ----------------------------------------- | ------------------------- | ---------------------------------------------- |
| - Olimpia Lubiana | - Dinamo Vinkovci - GOŠK Jug - Mladost Petrinja - Sebenico - Šparta Beli Manastir | - Borac Banja Luka - Borac Travnik - Famos Hrasnica - Iskra Bugojno - Jedinstvo Brčko - Leotar - Rudar Ljubija | - Kabel Novi Sad - OFK Kikinda - Novi Sad - Proleter Zrenjanin - Spartak Subotica | - OFK Belgrado - Borac Čačak - Mačva Šabac - Majdanpek - Napredak Kruševac - Novi Pazar - Radnički Kragujevac - Radnički Pirot - Sloboda Užice | - CZ Gnjilane - Liria - Vlaznimi Đakovica | - Ivangrad - OFK Titograd | - Metalurg Skopje - Pelister - Pobeda - Teteks |

## Girone Ovest

### Profili
| Squadra          | Città         | Stadio                  | Stagione 1986-87 | Stagione 1986-87         |
| Squadra          | Città         | Stadio                  | Pos.             | Divisione                |
| ---------------- | ------------- | ----------------------- | ---------------- | ------------------------ |
| Dinamo Vinkovci  | Vinkovci      | Stadion Mladosti        | 17º              | Prva liga                |
| Spartak          | Subotica      | Gradski stadion         | 18º              | Prva liga                |
| Novi Sad         | Novi Sad      | Stadion Detelinara      | 2º               | Druga liga Ovest         |
| OFK Kikinda      | Kikinda       | Gradski stadion         | 3º               | Druga liga Ovest         |
| GOŠK Jug         | Ragusa        | Stadion Lapad           | 4º               | Druga liga Ovest         |
| Leotar           | Trebigne      | Stadion Police          | 5º               | Druga liga Ovest         |
| Proleter         | Zrenjanin     | Stadion Karađorđev park | 6º               | Druga liga Ovest         |
| Borac Banja Luka | Banja Luka    | Gradski stadion         | 7º               | Druga liga Ovest         |
| Mladost Petrinja | Petrinja      | Gradski stadion         | 8º               | Druga liga Ovest         |
| Jedinstvo Brčko  | Brčko         | Stadion "Sedmi april"   | 9º               | Druga liga Ovest         |
| Iskra            | Bugojno       | Stadion Jaklić          | 10º              | Druga liga Ovest         |
| Šibenik          | Sebenico      | Stadion Šubićevac       | 11º              | Druga liga Ovest         |
| Rudar Ljubija    | Prijedor      | Gradski stadion         | 12º              | Druga liga Ovest         |
| Famos Hrasnica   | Hrasnica      | Stadion Famos           | 13º              | Druga liga Ovest         |
| Olimpija         | Lubiana       | Stadion Bežigrad        | 1º               | Slovenska liga           |
| Šparta           | Beli Manastir | Gradski stadion         | 1º               | Hrvatska liga Est        |
| Kabel            | Novi Sad      | Stadion FK Kabel        | 1º               | Vojvođanska liga         |
| Borac Travnik    | Travnik       | Stadion Pirota          | 1º               | Liga Bosne i Hercegovine |

### Classifica
```
La 
Olimpia Lubiana
 non retrocede poiché vi è l'obbligo di almeno una rappresentante per ogni 
Repubblica
 nel primo anno
[
6
]
 ed i bianco-verdi sono l'unica squadra slovena
[
7
]
. Al suo posto retrocede la 
Iskra Bugojno
.
```

|  | Pos. | Squadra              | Pt | G  | V  | N  | P  | GF | GS | DR  |
|  | ---- | -------------------- | -- | -- | -- | -- | -- | -- | -- | --- |
|  | 1.   | Spartak Subotica     | 48 | 34 | 21 | 6  | 7  | 56 | 23 | +33 |
|  | 2.   | GOŠK Jug             | 44 | 34 | 17 | 10 | 7  | 45 | 33 | +12 |
|  | 3.   | Dinamo Vinkovci      | 43 | 34 | 18 | 7  | 9  | 61 | 38 | +23 |
|  | 4.   | OFK Kikinda          | 40 | 34 | 17 | 6  | 11 | 53 | 39 | +14 |
|  | 5.   | Sebenico             | 38 | 34 | 17 | 4  | 13 | 43 | 32 | +11 |
|  | 6.   | Proleter Zrenjanin   | 37 | 34 | 15 | 7  | 12 | 46 | 36 | +10 |
|  | 7.   | Leotar               | 37 | 34 | 16 | 5  | 13 | 60 | 52 | +8  |
|  | 8.   | Borac Banja Luka     | 36 | 34 | 13 | 10 | 11 | 47 | 35 | +8  |
|  | 9.   | Iskra Bugojno        | 36 | 34 | 15 | 6  | 13 | 48 | 43 | +5  |
|  | 10.  | Rudar Ljubija        | 35 | 34 | 15 | 5  | 14 | 38 | 28 | +10 |
|  | 11.  | Šparta Beli Manastir | 34 | 34 | 14 | 6  | 14 | 44 | 50 | −6  |
|  | 12.  | Olimpia Lubiana      | 32 | 34 | 12 | 8  | 14 | 43 | 42 | +1  |
|  | 13.  | Mladost Petrinja     | 30 | 34 | 9  | 12 | 13 | 31 | 38 | −7  |
|  | 14.  | Novi Sad             | 27 | 34 | 8  | 11 | 15 | 29 | 45 | −16 |
|  | 15.  | Famos Hrasnica       | 26 | 34 | 9  | 8  | 17 | 37 | 50 | −13 |
|  | 16.  | Kabel Novi Sad       | 26 | 34 | 9  | 8  | 17 | 41 | 56 | −15 |
|  | 17.  | Jedinstvo Brčko      | 26 | 34 | 11 | 4  | 19 | 26 | 56 | −30 |
|  | 18.  | Borac Travnik        | 17 | 34 | 6  | 5  | 23 | 29 | 82 | −53 |

Legenda:

      Promossa in Prva Liga 1988-1989 e qualificata alla Coppa Mitropa 1987-1988.

  Partecipa agli spareggi promozione/retrocessione.

      Retrocessa in Treća Liga 1988-1989.

      Retrocessa in quarta divisione jugoslava 1988-1989.

      Esclusa dal campionato.
Note:

Due punti a vittoria, uno a pareggio, zero a sconfitta.
In caso di arrivo di due o più squadre a pari punti, la graduatoria viene stilata secondo la differenza reti tra le squadre interessate.

### Classifica marcatori
| Reti             | Marcatore      | Squadra |
| ---------------- | -------------- | ------- |
| 17               | Željko Maretić | Šibenik |
| Fonte: rsssf.com |                |         |

## Girone Est

### Profili
| Squadra           | Città        | Stadio                  | Stagione 1986-87 | Stagione 1986-87 |
| Squadra           | Città        | Stadio                  | Pos.             | Divisione        |
| ----------------- | ------------ | ----------------------- | ---------------- | ---------------- |
| OFK Beograd       | Belgrado     | Omladinski stadion      | 2º               | Druga liga Est   |
| Novi Pazar        | Novi Pazar   | Gradski stadion         | 3º               | Druga liga Est   |
| Pelister          | Bitola       | Stadion Tumbe Kafe      | 4º               | Druga liga Est   |
| Majdanpek         | Majdanpek    | Stadion Nikola Pasko    | 5º               | Druga liga Est   |
| Radnički Pirot    | Pirot        | Stadion kraj Nišave     | 6º               | Druga liga Est   |
| Sloboda Užice     | Titovo Užice | Stadion Begluk          | 7º               | Druga liga Est   |
| Teteks            | Tetovo       | Gradski stadion         | 8º               | Druga liga Est   |
| Borac Čačak       | Čačak        | Stadion kraj Morave     | 9º               | Druga liga Est   |
| Vlaznimi Đakovica | Đakovica     | Stadion Miejski         | 10º              | Druga liga Est   |
| Ivangrad          | Ivangrad     | Gradski stadion         | 11º              | Druga liga Est   |
| Radnički 1923     | Kragujevac   | Stadion Čika Dača       | 12º              | Druga liga Est   |
| Pobeda            | Prilep       | Stadion Goce Delčev     | 13º              | Druga liga Est   |
| Crvena zvezda     | Gnjilane     | Gradski Stadion         | 14º              | Druga liga Est   |
| Napredak          | Kruševac     | Stadion Mladost         | 15º              | Druga liga Est   |
| Mačva Šabac       | Šabac        | Gradski stadion         | 1º               | Srpska liga      |
| OFK Titograd      | Titograd     | Stadion Cvijetni Brijeg | 1º               | Crnogorska liga  |
| Liria             | Prizren      | Stadion Porparim Tači   | 1º               | Kosovska liga    |
| Metalurg          | Skopje       | Stadio Železarnica      | 1º               | Makedonska liga  |

### Classifica
|  | Pos. | Squadra             | Pt | G  | V  | N  | P  | GF | GS | DR  |
|  | ---- | ------------------- | -- | -- | -- | -- | -- | -- | -- | --- |
|  | 1.   | Napredak Kruševac   | 43 | 34 | 15 | 13 | 6  | 47 | 25 | +22 |
|  | 2.   | OFK Belgrado        | 40 | 34 | 17 | 6  | 11 | 49 | 24 | +25 |
|  | 3.   | Pelister            | 39 | 34 | 16 | 7  | 11 | 36 | 30 | +6  |
|  | 4.   | Radnički Kragujevac | 38 | 34 | 17 | 4  | 13 | 51 | 38 | +13 |
|  | 5.   | Liria               | 38 | 34 | 18 | 2  | 14 | 42 | 42 | 0   |
|  | 6.   | Novi Pazar          | 38 | 34 | 15 | 8  | 11 | 39 | 42 | −3  |
|  | 7.   | Mačva Šabac         | 37 | 34 | 16 | 5  | 13 | 45 | 32 | +13 |
|  | 8.   | Sloboda Užice       | 37 | 34 | 14 | 9  | 11 | 41 | 30 | +11 |
|  | 9.   | Borac Čačak         | 37 | 34 | 14 | 9  | 11 | 44 | 36 | +8  |
|  | 10.  | Pobeda              | 36 | 34 | 15 | 6  | 13 | 40 | 32 | +8  |
|  | 11.  | Teteks              | 32 | 34 | 11 | 10 | 13 | 36 | 37 | −1  |
|  | 12.  | Radnički Pirot      | 30 | 34 | 12 | 6  | 16 | 47 | 52 | −5  |
|  | 13.  | Ivangrad            | 30 | 34 | 10 | 10 | 14 | 25 | 31 | −6  |
|  | 14.  | Metalurg Skopje     | 30 | 34 | 9  | 12 | 13 | 36 | 45 | −9  |
|  | 15.  | CZ Gnjilane         | 28 | 34 | 9  | 10 | 15 | 25 | 41 | −16 |
|  | 16.  | OFK Titograd        | 28 | 34 | 12 | 4  | 18 | 37 | 54 | −17 |
|  | 17.  | Vlaznimi Đakovica   | 27 | 34 | 10 | 7  | 17 | 23 | 48 | −25 |
|  | 18.  | Majdanpek           | 24 | 34 | 10 | 4  | 20 | 28 | 52 | −24 |

Legenda:

      Promossa in Prva Liga 1988-1989 e qualificata alla Coppa Mitropa 1987-1988.

  Partecipa agli spareggi promozione/retrocessione.

      Retrocessa in Treća Liga 1988-1989.

      Retrocessa in quarta divisione jugoslava 1988-1989.

      Esclusa dal campionato.
Note:

Due punti a vittoria, uno a pareggio, zero a sconfitta.
In caso di arrivo di due o più squadre a pari punti, la graduatoria viene stilata secondo la differenza reti tra le squadre interessate.

### Classifica marcatori
| Reti             | Marcatore    | Squadra     |
| ---------------- | ------------ | ----------- |
| 17               | Zoran Riznić | Mačva Šabac |
| Fonte: rsssf.com |              |             |

## In Coppa di Jugoslavia
La squadra di Druga Liga che ha fatto più strada è il Borac Banja Luka che, a sorpresa, ha vinto la coppa, qualificandosi per la 
Coppa delle Coppe 1988-1989 (tale qualificazione sarebbe stata ottenuta anche in caso di sconfitta dato che la Stella Rossa, finalista, aveva conquistato la Prva Liga 1987-1988).

## Verso la nuova Druga Liga
La FSJ ha deciso che la Druga Liga 1988-1989 sarà a girone unico da 20 squadre. Esso sarà composto da:
- 2 retrocesse dalla Prva Liga 1987-1988
  - Sutjeska e Priština
- 16 squadre che hanno mantenuto la categoria:
  - OFK Belgrado, Borac Banja Luka, Borac Čačak, Dinamo Vinkovci, GOŠK Jug, OFK Kikinda, Leotar, Liria, Mačva Šabac, Novi Pazar, Pelister, Proleter Zrenjanin, Radnički Kragujevac, Sloboda Užice, Sebenico e Olimpia Lubiana (quest'ultima per motivi regolamentari, a discapito dell'Iskra Bugojno).
- 2 promosse dalle Leghe Repubblicane:
  - Bačka B. Palanka e Belasica (vincitrici degli spareggi fra le prime delle Leghe Repubblicane)[9]

| Vincitrici delle Leghe Repubblicane 1987-88 |               |                    |                    |                 |             |            |            |
| Slovenia                                    | Croazia       | Bosnia Erzegovina  | Voivodina          | Serbia Centrale | Kosovo      | Montenegro | Macedonia  |
| - Koper                                     | - NK Zagabria | - Radnik Bijeljina | - Bačka B. Palanka | - Zemun         | - FK Trepča | - Bokelj   | - Belasica |

| Squadra 1        | Totale | Squadra 2        | Andata | Ritorno |
| ---------------- | ------ | ---------------- | ------ | ------- |
| GRUPPO OVEST     |        |                  |        |         |
| Semifinali       |        |                  |        |         |
| Koper            | 2−1    | Radnik Bijeljina | 2−0    | 0−1     |
| Bačka B. Palanka | 1−0    | NK Zagabria      | 1−0    | 0−0     |
| Finale           |        |                  |        |         |
| Bačka B. Palanka | 2−1    | Koper            | 1−1    | 1−0     |
| GRUPPO EST       |        |                  |        |         |
| Semifinali       |        |                  |        |         |
| Zemun            | 3−5    | FK Trepča        | 2−0    | 1−5     |
| Bokelj           | 3−6    | Belasica         | 2−0    | 1−6     |
| Finale           |        |                  |        |         |
| FK Trepča        | 2−3    | Belasica         | 2−1    | 0−2     |